# Mijați
Mijați – wieś w Rumunii, w okręgu Vâlcea, w gminie Lăpușata. W 2011 roku liczyła 147 mieszkańców.